# Sid Meier's Railroads!
Sid Meier's Railroads är ett strategispel, utvecklat av Firaxis Games och utgivet 2006 av 2K Games.
Spelet går ut på att spelaren är en järnvägsmogul och ska bygga upp ett större imperium än sina motspelare. Genom att bygga järnvägslinjer mellan städer och transportera passagerare och att koppla ihop råvaror med en fabrik som kan förädla den får man pengar för fortsatt expansion. Vilka råvaror som finns beror på vilket scenario man spelar.
Det finns flera olika kartor/scenarier att spela vilket i sin tur påverkar vilka råvaror som finns tillgängliga. Till exempel så är guld unikt för kartan över västra USA medan bryggerier förekommer på den tyska kartan.
De tåg som finns att tillgå utökas ju längre man spelar. De tidiga tågen är långsamma och kan inte dra så många vagnar utan att deras maxhastighet minskar. Senare tåg drivs med diesel eller el och går snabbare och har bättre dragkapacitet.